# Transpromo
Transpromotion oder kurz Transpromo bezeichnet die Nutzung des Versands von z. B. Rechnungen oder Kontoauszügen (sogenannten Transaktionsdokumenten) an Kunden für weitere Vertriebs- und Werbezwecke. Dabei werden Werbebotschaften nicht separat mitgeschickt, sondern auf verbleibende weiße Flächen des Transaktionsdokumentes selbst gedruckt (White Space Management). Das Wort Transpromo setzt sich zusammen aus den Begriffen "Trans" aus dem Wort "Transaktion" sowie "promo" als Abkürzung von promotion, dem englischen Wort für Werbung.

## Nutzung und Vorteile
Transpromotion kann sowohl bei gedruckten als auch elektronischen Dokumenten angewendet werden.
Transpromo ist eine Kombination von CRM (Customer Relationship Management = Kundenpflege), Data-Mining (systematische Datennutzung) und individualisierten Druckprozessen. Um Transaktionsdokumente mit Werbung anzureichern, müssen also zahlreiche Daten aus unterschiedlichen Quellen innerhalb eines Unternehmens zusammengeführt werden. Diese Daten sind z. B. verschiedene Grafikdaten, persönliche Kundendaten, Transaktionsdaten, Druckdaten etc. Für die Verarbeitung dieser Vielzahl an unterschiedlichen Datenformaten werden moderne Software-Lösungen benötigt.
Die immer umfangreicheren Adress- und Kundendatenbanken und der zunehmend günstiger verfügbare Digitalfarbdruck ermöglichen eine hohe Individualisierung. An immer mehr Stellen im Dokument kann der Empfänger persönlich angesprochen werden, und es wird auf seine persönliche Situation Bezug genommen. Bilder, variable und individuelle Angebote sowie reguläre Informationen können gezielt eingesetzt werden. Dies ist im klassischen Offsetdruck nicht möglich. (Quelle: Micus Studie, S. 46)
Für Unternehmen, die bereits Dialogmarketinginstrumente einsetzen, ist Transpromo eine gute Möglichkeit, diese Nutzung weiter auszubauen. Neben unternehmenseigenen Angeboten (Cross-Selling) werden auch immer häufiger Angebote von Unternehmenspartnern auf Transaktionsdokumenten unterbreitet (sogenanntes Third Party Marketing).
Eine Studie des amerikanischen Beratungsunternehmens InfoTrends zeigt, dass Transaktionsdokumente mit hoher Aufmerksamkeit gelesen werden, da deren Inhalt für den Empfänger von großer Bedeutung ist. Untersuchungen haben ergeben, dass 95 % der Transaktionsdokumente tatsächlich geöffnet werden.

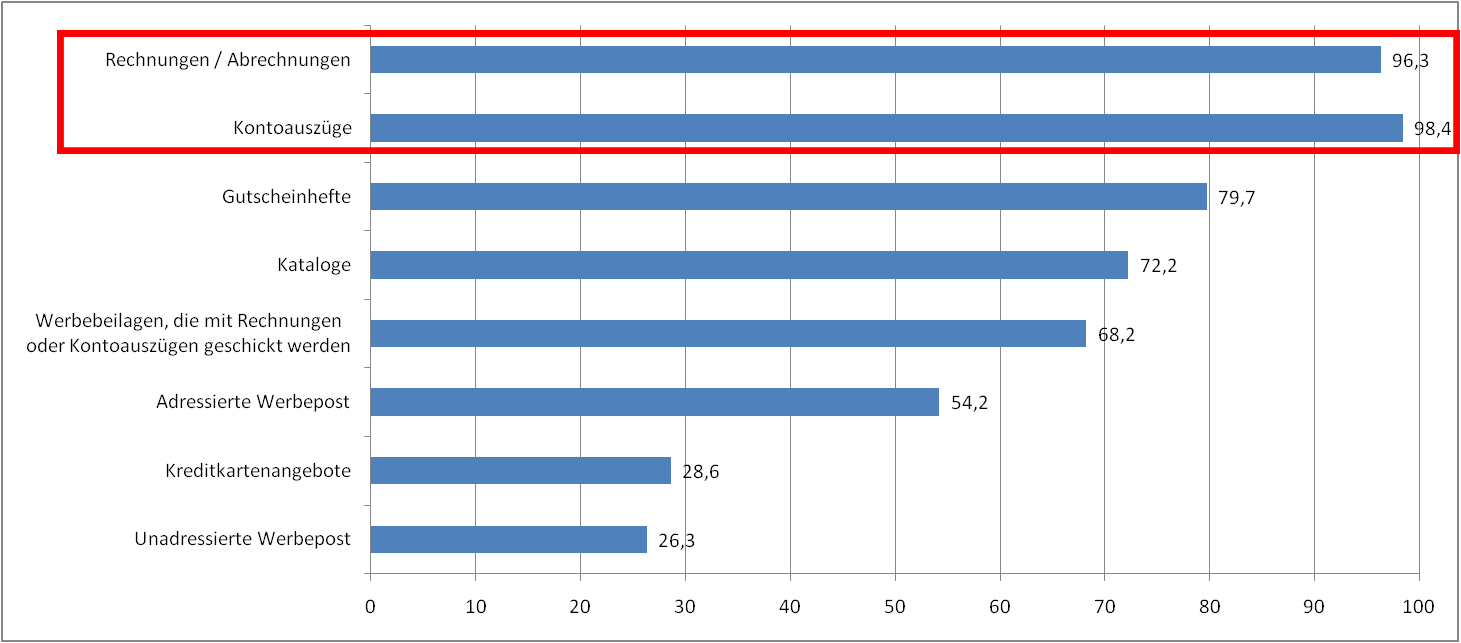
Öffnungsquoten: Vor allem Transaktionsdokumente bekommen die Aufmerksamkeit des Empfängers (Angaben in Prozent). Quelle: InfoTrends: "Trans Meets Promo: A European Perspective", Oktober 2009

## Nachteile
Für die Umsetzung von Transpromo ist die Investition in entsprechende IT-/CRM-Systeme notwendig. Ein weiterer möglicher Nachteil ist, dass der Erfolg von Transpromo von der Akzeptanz der Kunden abhängig ist. Die Erfolgsmessung ist aufgrund der starken Individualisierung komplex. (Quelle: A.T. Kearny Studie, S. 22)

## Anwendungsbeispiele
Transpromo wird derzeit hauptsächlich von Branchen eingesetzt, die eine vergleichsweise hohe Dichte an Transaktionskommunikation mit ihren Kunden aufweisen. Dazu zählen insbesondere der (Versand-)Handel, Energieversorger, Versicherungen, Finanzdienstleister und die Telekommunikationsbranche.

## Entwicklung
Das Marktforschungsunternehmen InfoTrends rechnet in den USA mit einem Zuwachs von Transpromotion bis 2010 von 91 Prozent. Auch die Unternehmensberatung A.T. Kearney rechnet mit einem starken Wachstum: „Auch wenn Transpromo derzeit noch in den Kinderschuhen steckt, wird in den kommenden Jahren ein starkes Wachstum erwartet, das sich positiv auf die Menge an versendeten Transaktionsdokumenten auswirken könnte“, schreibt die Unternehmensberatung A.T. Kearney in ihrer Studie „Einfluss der wirtschaftlichen Entwicklung auf den adressierten Briefmarkt“ von April 2009. In dieser Studie wurde der Markt für Transaktionskommunikation und Direktwerbung untersucht.